# Gong Lijiao
Gong Lijiao (chinesisch 鞏立姣 / 巩立姣, Pinyin Gǒng Lìjiāo; * 24. Januar 1989 in Luquan, Shijiazhuang) ist eine chinesische Kugelstoßerin. Sie war 2021 Olympiasiegerin bei den Olympischen Spielen in Tokio und wurde zweimal Weltmeisterin. Zudem siegte sie bei den Asienspielen und Asienmeisterschaften und zählt damit zu den erfolgreichsten Leichtathletinnen ihres Landes.

## Sportliche Laufbahn
Erste internationale Erfahrungen sammelte Gong Lijiao bei den Weltmeisterschaften 2007 in Osaka, bei denen sie mit 18,66 m Siebte wurde. 2008 gewann sie bei den Hallenasienmeisterschaften in Doha mit 18,12 m die Goldmedaille und damit ihren ersten internationalen Titel. Während der Freiluftsaison qualifizierte sie sich erstmals für die Olympischen Spiele in Peking, bei denen sie mit 19,20 m im Finale ursprünglich den fünften Rang belegte. Seit 2017 wird sie wegen Dopingvergehen der vor ihr platzierten belarussischen Athletinnen Natallja Michnewitsch und Nadseja Astaptschuk als Bronzemedaillengewinnerin geführt. Bei den Weltmeisterschaften im darauffolgenden Jahr in Berlin gewann sie mit 19,89 m die Bronzemedaille. Im November desselben Jahres siegte sie zudem bei den Asienmeisterschaften im heimischen Guangzhou mit 19,04 m vor ihrer Landsfrau Liu Xiangrong und der Iranerin Leila Rajabi.
2010 kam Gong bei den Hallenweltmeisterschaften in Doha zunächst den achten Platz und rückte nach den Dopingdisqualifikationen der bereits erwähnten Belarussinnen auf den sechsten Rang vor. Bei den Asienspielen in Guangzhou gewann sie mit 19,67 m die Silbermedaille und musste sich dabei nur ihrer Landsfrau Li Ling geschlagen geben. Zuvor kam sie beim Continentalcup in Split ebenfalls auf den zweiten Platz, auf den sie aber auch erst nachträglich nachrückte. 2011 nahm sie erneut an den Weltmeisterschaften im südkoreanischen Daegu teil und belegte dort mit 19,97 m ursprünglich den vierten Platz. Jedoch lag auch diesmals die Belarussin Astaptschuk vor ihr, der ihre Silbermedaille später aberkannt wurde und Gong demnach auf den Bronzerang nachrückte. 2012 erfolgte die neuerliche Teilnahme an den Olympischen Spielen in London, bei denen sie zunächst den vierten Platz mit 20,22 m belegte, rückte aber eine Woche später nach der Disqualifikation der belarussischen Olympiasiegerin Nadseja Astaptschuk um einen Rang nach vorne und erhielt die Bronzemedaille. Da im August 2016 auch die Russin Jewgenija Kolodko ihre nachträglich zugesprochene Silbermedaille von 2012 wegen Dopings verlor, kam die Chinesin am Ende auf den zweiten Platz.
2013 gewann sie bei den Weltmeisterschaften in Moskau mit 19,95 m ihre dritte Bronzemedaille hinter der Neuseeländerin Valerie Adams und Christina Schwanitz aus Deutschland. Im März 2014 nahm sie erstmals an den Hallenweltmeisterschaften im polnischen Sopot teil und gewann dort mit 19,24 m die Bronzemedaille. Anfang September erreichte sie auch beim Continentalcup in Marrakesch den dritten Platz und siegte kurz darauf bei den Asienspielen im südkoreanischen Incheon mit 19,06 m. Bei den Weltmeisterschaften 2015 gewann sie in der Abwesenheit von Valerie Adams hinter Christina Schwanitz mit 20,30 m im Finale die Silbermedaille. Nachdem sie bei den Olympischen Spielen 2016 in Rio de Janeiro mit 19,39 m den vierten Platz belegte und eine Medaille verpasst hatte, gewann sie bei den Weltmeisterschaften 2017 in London mit 19,94 m im Finale die Goldmedaille vor Anita Márton aus Ungarn und der US-Amerikanerin Michelle Carter.
2018 erfolgte die erneute Teilnahme an den Hallenweltmeisterschaften in Birmingham, bei denen sie mit 19,08 m wie schon vier Jahre zuvor die Bronzemedaille gewann. Ende August nahm sie zum dritten Mal an den Asienspielen in der indonesischen Hauptstadt Jakarta teil und siegte dort mit 19,66 m überlegen vor ihrer Landsfrau Liu Tingting und der Bahrainerin Noora Salem Jasim. Auch bei den Asienmeisterschaften in Doha 2019 siegte sie mit 19,18 m überlegen vor Jasim und sicherte sich ihren zweiten kontinentalen Titel und erhielt damit ein Freilos für die Weltmeisterschaften ebendort, für die sie als Titelverteidigerin aber ohnehin gesetzt war. Bei den Weltmeisterschaften sicherte sich mit einer Weite von 19,55 m im Finale die Goldmedaille und verteidigte damit ihren Titel erfolgreich. 2021 startete sie als Favoritin bei den Olympischen Spielen in Tokio und überzeugte dort mit einem Stoß auf 20,58 m im Finale und wurde damit die erste Olympiasiegerin im Kugelstoßen aus China.
2022 bestritt sie nach nur einem Saisonwettkampf die Weltmeisterschaften in Eugene und gewann dort mit 20,39 m im Finale die Silbermedaille hinter der US-Amerikanerin Chase Ealey. Im Jahr darauf gewann sie dann bei den Weltmeisterschaften in Budapest mit 19,69 m im Finale die Bronzemedaille hinter Ealey und der Kanadierin Sarah Mitton. Ende September siegte sie mit 19,58 m zum dritten Mal bei den Asienspielen in Hangzhou. 2024 siegte sie mit 19,72 m bei der Xiamen Diamond League und belegte dann im August bei den Olympischen Spielen in Paris mit 19,27 m im Finale den fünften Platz. Im Jahr darauf wurde sie bei den Hallenweltmeisterschaften in Nanjing mit 18,84 m Fünfte.
Zwischen 2007 und 2010 sowie 2012, 2014 und von 2017 bis 2019 sowie 2021 und 2023 wurde Gong chinesische Meisterin im Kugelstoßen im Freien sowie 2011, 2019 und 2024 in der Halle.